# Ottobiano
Ottobiano (Utibiän in dialetto lomellino) è un comune italiano di 1 095 abitanti della provincia di Pavia in Lombardia.

## Geografia
Ottobiano si trova al centro della Lomellina, sul torrente Arbogna, affluente dell'Agogna. Dista circa 32 km da Pavia, 60 km da Milano e 21 km da Vigevano. Il paesaggio, essendo pianeggiante, è quello tipico della Pianura Padana.

## Storia
Quasi certamente Ottobiano è di origine romana: il nome infatti appare nel medioevo come Octabianum, che fa presumere un'origine da un fundus o praedium Octavianum, un podere della gens Octavia, la stessa dell'imperatore Augusto. La località appare citata ancor prima del 1000; nel 1250 è elencata tra i luoghi appartenenti al dominio di Pavia; è sede di squadra (podesteria) con giurisdizione sui centri vicini. Nel secolo successivo, come molti luoghi della Lomellina centrale e occidentale, diviene signoria dei Beccaria di Pavia, confermati nel loro possesso anche dai Visconti.
Nel 1428 però ne diviene signore l'ambasciatore ducale Andrea Birago, di nobile famiglia milanese, feudatario anche di Frascarolo e altre località in Lomellina. Alla sua morte Ottobiano passa ai De Rossi di Piacenza, ma nel 1481 ritorna al nipote di Andrea, Pietrino Birago; salvo una breve confisca durante l'occupazione francese, rimase ai suoi discendenti, divisi in varie linee; estintasi la linea locale, passò a quella piemontese (nel 1791 Enrico Birago divenne Barone di Ottobiano, ma nel 1797 il feudalesimo fu abolito). Il feudo di Ottobiano comprendeva anche le cascine Confalonera e Ardizzi, che divennero un comune autonomo e furono poi aggregate a Ferrera Erbognone.
Nel 1713 Ottobiano, con tutta la Lomellina, passò ai Savoia; nel 1859 entrò a far parte della provincia di Pavia. Il nome della città si è evoluto da Octabianum dei secoli precedenti al XV all'odierno Ottobiano, del XVIII secolo.

### Simboli
Lo stemma e il gonfalone sono stati concessi con DPR del 24 dicembre 1954. Lo stemma si può blasonare:
Il gonfalone è un drappo di bianco.

## Monumenti e luoghi d'interesse
Nel territorio comunale sono state trovate tracce di epoca romana. Nel 1976, a seguito del disboscamento di una zona adiacente ad una cascina (Cascina Rotorta) è stato riportato alla luce un sito archeologico con circa 40 sepolture, risalenti al periodo storico che va dal 50 a.c. al 100 d.c. Questo luogo è oggi conosciuto come la "Necropoli Della Rotorta".
Nel cimitero comunale del comune si trova la Cappella funeraria Vitale, realizzata dell’architetto razionalista Piero Bottoni.
Sempre negli anni '70 sono state ritrovati due vasi in terracotta, entrambi contenenti monete d'epoca imperiale romana, con effigi di imperatori a partire da Augusto fino a Filippo Augusto.
Infine, è degno di nota l'Ossuario della chiesetta di San Rocco, un tempo San Michele, che oggi risulta parzialmente distrutta ma che assieme agli altri luoghi d'interesse evidenzia la presenza di civiltà nel territorio sin dal periodo degli antichi romani.

## Società

### Evoluzione demografica
Abitanti censiti

## Infrastrutture e trasporti
Fra il 1884 e il 1933 la località ospitò una stazione tranviaria comune alle linee Mortara-Ottobiano-Pieve del Cairo e Novara-Vigevano-Ottobiano, la cui importanza era testimoniata dal fatto che la tratta Vigevano-Ottobiano risultava fra le linee tranviarie impiegate regolarmente per l'inoltro della corrispondenza in tutta la Lomellina.

## Amministrazione
Qui di seguito i risultati delle Elezioni Comunali dalla seconda metà degli anni '90 ad oggi.
- Elezioni Comunali 1995. Il 23 aprile 1995 si sono tenute le elezioni amministrative ed è stato eletto il sindaco Pierangelo Cecchetto con una lista civica.
- Elezioni Comunali 1999. Il 13 giugno 1999 si è votato per le elezioni amministrative ed è stato riconfermato il sindaco Pierangelo Cecchetto con una lista civica.
- Elezioni Comunali 2004. Il 12 e 13 giugno 2004 si sono svolte le elezioni amministrative ed è stato eletto il sindaco Paola Sacchi con una lista civica.
- Elezioni Comunali 2009. Il 6 e 7 giugno 2009 hanno avuto luogo le elezioni amministrative ed è stato eletto il sindaco Giuseppe Campeggi (45 anni) con una lista civica.
- Elezioni Comunali 2014. Il 25 maggio 2014 si sono tenute le elezioni comunali 2014. È stato eletto il sindaco Serafino Carnia (44 anni) con la Lista Civica - Insieme per il Futuro.
- Elezioni Comunali 2019. Il 26 maggio 2019 i cittadini di Ottobiano sono stati chiamati alle urne per le elezioni comunali 2019. È stato riconfermato il sindaco Serafino Carnia (49 anni) con la lista Insieme per il Futuro di Ottobiano.

## Sport
La componente sportiva più famosa a Ottobiano è sicuramente l'impianto polifunzionale "Ottobiano Motorsport", con la pista di go-kart "Pista South Milano", che è il punto di riferimento per gli appassionati delle discipline motoristiche. Inaugurata nel 1999 e recentemente riasfaltata, è il tempio di kart e supermoto, grazie ad un tracciato integrato da un tratto sterrato tecnico (aperto anche per le prove libere). Inoltre, è a disposizione un servizio di noleggio kart. Dai Birel 270cc ai nuovi e potenti 420cc, passando per i minikart sono svariate le vetture utilizzabili in pista.
Nella pista da cross, adibita per gare a livello nazionale, sono da segnalare nel corso degli anni le numerose vittorie di Antonio Cairoli.

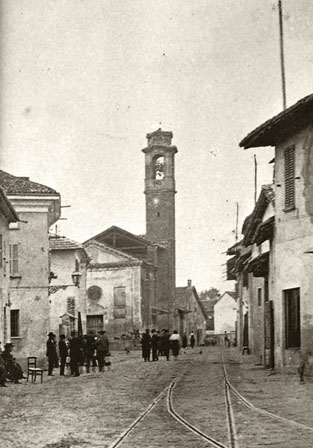
Veduta della piazza di Ottobiano in una foto d'epoca.

Stemma di Ottobiano.